# أطربون
الأطربون قائد من قادة الروم. معناه في الأصل القاضي، وقد يسمى نائبا لأنه كان ينتخب. وفيه مناصب منها:

- tribunus·plebis قاض وحاكم شرعي مختار.
- tribunus·militum ضابط عسكري مقدم، وموظف دولة.
- tribunus·aerarii خادم مدني ومدير خزينة الدولة؛ قابض الجزية.
- tribunus·numeri قائد فرقة من مئتي جندي إلى أربعمئة تدعى العدد numerus.

## أرطبون
الأرطبون اسم مقلوب عن الأطربون سمت به العرب قائدًا روميًا على وجه الاختصاص، قيل له « أرتيون » (Aretion).
وقد لقب عمر بن الخطاب الصحابي عمرو بن العاص بِأرطبون العرب لِشدة دهائِه وعبقريته.
وقد كان الفاروق عمر بن الخطاب إذا ذُكر أمامه حصار القدس (بيت المقدس) وما أبدى فيه عمرو بن العاص من براعة يقول : « لقد رمينا أرطبون الروم بأرطبون العرب ».

## حواش
1. ↑  tribūnus‏ ‎['trɪβuːnʊs]‏ بالرومية، τριβούνος‏ ‎[trˈiβu(o)nos]‏ باليونانية البيزنطية.
2. ↑  Moshe Gil. A history of Palestine, 634-1099, Volume 1، صفحة. 41, في كتب جوجل
3. ↑  William Muir. en:wikisource:The Caliphate: Its Rise, Decline and Fall/CHAPTER XVIII